# Саирме (село)
Саирме (груз. საირმე) — село в Грузии, на территории Адигенского муниципалитета края (мхаре) Самцхе-Джавахети.

## География
Село находится в южной части Грузии, на левом берегу реки Кваблиани, на расстоянии 6 километров (по прямой) к западо-северо-западу от посёлка городского типа Адигени, административного центра муниципалитета.

## Население
По результатам официальной переписи населения 2014 года, в Саирме проживал 81 человек (45 мужчин и 36 женщин). В национальной структуре населения грузины составляли 100 %.
| Год  | Население, человек |
| ---- | ------------------ |
| 2002 | 80                 |
| 2014 | ↗ 81               |